# Zotikos
Zotikos, altgriechisch Ζωτικὸς, „der Lebenskräftige“, war ein antiker Armreifmacher, der zwischen dem 3. und 5. Jahrhundert in Aphrodisias belegt ist.
Zotikos ist nur durch die sogenannte „Aphrodisias-Inschrift“ bekannt, eine bedeutende Inschrift, die viel zum Wissen über die Beschaffenheit jüdischer Gemeinden in Kleinasien beiträgt. Die Inschrift in altgriechischer Sprache zählt eine ganze Reihe von Stiftern auf, die sich an der Finanzierung eines Bauwerks beteiligt haben („errichteten der Menge zur Befreiung von Trauer aus eigenen Mitteln ein Grabmal“). Neben verschiedenen Priestern, Ratsherren, Musikern und Tänzern, die vor allem auf der einen Seite der Inschrift, deren beiden Seiten wohl zwei nicht zusammen gehörende Inschriften trugen, genannt wurden, werden zudem Händler und Kaufleute, Lebensmittelproduzenten, Gerber, Geldwechsler, Trödler und Personen mit weiteren Berufen genannt. Unter den Genannten werden auch verschiedene Künstler und Kunsthandwerker aufgeführt, darunter neben Zotikos mit Hortasios ein Bildhauer, mit Eugenios ein Goldschmied, mit Athenagoras ein Zimmermann, mit Paramonos ein Maler sowie mit Gorgonios, Patrikios und Eutychios drei Bronzeschmiede.
Mehr als sein Name ist von Zotikos und seiner Tätigkeit nicht bekannt. Auch der Vatersname wird anders als bei einigen anderen der Stifter nicht genannt. Anders als die meisten Namen, die nur einmal oder selten zweimal genannt werden, kommt der Name Zotikos allerdings dreimal vor. In derselben Zeile wie der Armreifmacher wird ein Tänzer desselben Namens genannt (Ζωτικὸς γρύλλος), weiter vorne im Text ein Zotikos als Vater eines Stifters ohne Berufsangabe mit Namen Heortasios (Ἑορτάσιος Ζωτικοῦ). Es erscheint sehr unsicher, dass der Vater des Heortasios mit den beiden anderen Namensträgern zu tun hatte, da die beiden Bereiche der Namensnennung wahrscheinlich zwischen Juden und Nichtjuden trennen und der Ringmacher und der Tänzer unter den nichtjüdischen „Gottesfürchtigen“ aufgeführt sind, während der als Erstes Genannte in der Gruppe von Personen steht, bei denen man davon ausgeht, dass hier Juden aufgeführt wurde.